# Liega
Liega ist ein Ortsteil der sächsischen Gemeinde Schönfeld im Landkreis Meißen. Der Ort wurde im Jahr 1259 ersterwähnt und gehört seit 1950 zu Schönfeld.

## Geographie
Der Ort befindet sich rund 26 Kilometer nordöstlich der Kreisstadt Meißen und etwa 15 Kilometer östlich der Stadt Großenhain im Nordosten des Landkreises. Die Grenze zum Bundesland Brandenburg ist zirka fünf Kilometer in nördlicher Richtung gelegen, Liega selbst befindet sich auf etwas unter 200 m ü. NHN. Im Nordosten grenzt das Dorf an ein größeres Waldgebiet, in den anderen Himmelsrichtungen ist Liega meist von landwirtschaftlich genutzten Flächen umgeben. An der westlichen Ortsgrenze fließt der Schönfelder Dorfbach für wenige hundert Meter auf Liegaer Flur, dieser Bach speist südwestlich mehrere Teiche, von denen der Neuteich sein östliches Ufer auf Liegaer Gebiet hat. Über einen Feldweg ist er vom Ort aus zu erreichen. Im Südosten fließt außerdem die Kaltenbach vorbei, sie wird an der Kaltenbachmühle zu einem Teich aufgestaut. Ebenfalls auf Liegaer Flur befindet sich die Fasanerie Schönfeld am Schönfelder Dorfbach.
Liega ist über zwei Kreisstraßen mit den umliegenden Orten verbunden: die Kreisstraße 8535 beginnt bei Ortrand an der Grenze zu Brandenburg und führt durch Linz über Liega nach Thiendorf, wo sie sich weiter nach Südosten fortsetzt. In Thiendorf kreuzt sie sich mit der Bundesstraße 98. Sie hat an der Anschlussstelle „Thiendorf“ Verbindung mit der Bundesautobahn 13 (Dresden–Berlin). Die Bundesautobahn tangiert das Ortsgebiet im Westen, bei Schönborn hat sie eine weitere Anschlussstelle, die ebenfalls über die Kreisstraße 8535 erreichbar ist. In Liega ist diese Straße als „Hauptstraße“ benannt, die sich im Ort mit der Kreisstraße 8517 kreuzt. Sie verbindet Liega mit Schönfeld im Südwesten und Ponickau im Nordosten und trägt auf den entsprechenden Abschnitten die Namen dieser Orte.
Um das Dorf, dessen Ortsbild durch Bauernhöfe geprägt wird, erstreckt sich eine Gemarkung, die im Norden an Linz (zu Schönfeld) grenzt. Im Nordosten ist Ponickau benachbart, östlich des Ortes liegt Stölpchen und im Südosten grenzt Welxande an. Südlich benachbart liegt die Gemarkung Thiendorf (alle vier zur Gemeinde Thiendorf), im Westen grenzt Liega an Schönfeld und im Nordwesten an die Schönborner Gemarkung (zu Lampertswalde).

## Geschichte
| Jahr        | Einwohner |
| ----------- | --------- |
| 1834        | 115       |
| 1871        | 144       |
| 1890        | 121       |
| 1910        | 115       |
| 1925        | 131       |
| 1933        | 121       |
| 1939        | 114       |
| 1946        | 119       |
| → Schönfeld |           |

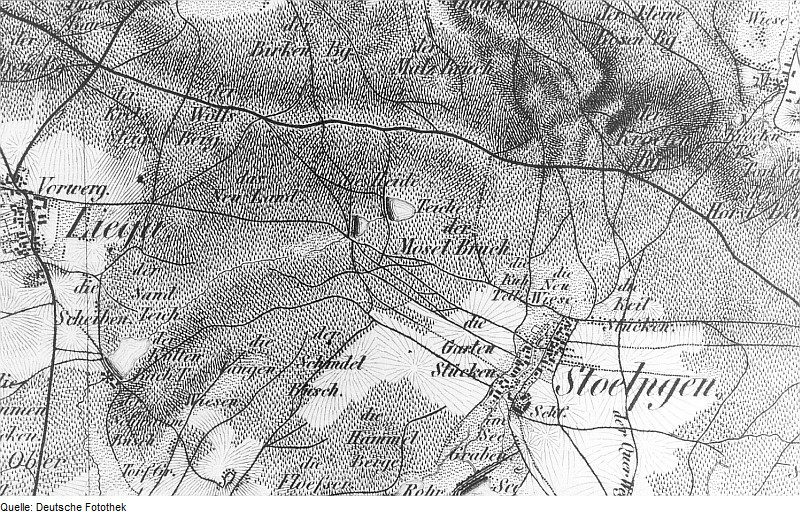
Liega (links) und das Vorwerk im Topographischen Atlas des Königreichs Sachsen, um 1841

Liega war ehemals eine Gutssiedlung mit Weiler, welche erstmals 1259 urkundlich als Conradus Ligav erwähnt wird. In Folge war der Ortsname mehrmals Änderungen unterzogen, so wurde Liega im Jahr 1350 Ligowe genannt, 1448 Legaw und 1465 Lege bzw. Lyge im Jahr 1494. Eine andere Namensvariante entstammt dem Jahr 1542, für das Ligau als Ortsname überliefert ist. Im Jahr 1555 folgte die Nennung von Liege, 1791 war dann Liega als Ortsname gebräuchlich. In Liega wird 1488 erstmals eine Mühle, die Kaltenbachmühle, erwähnt. Im 18. Jahrhundert kommt es zur Nennung eines Vorwerkes im Dorf.
In der Frühen Neuzeit wurde Liega von Hayn/Großenhain aus verwaltet. So gehörte der Ort im 15. Jahrhundert zur Pflege Großenhain und war Ende des 17. Jahrhunderts dann zum Amt Hayn gehörig. Ab 1856 unterstand Liega dem Gerichtsamt Großenhain und nach 1875 der Amtshauptmannschaft Großenhain. Bevor Liega 1838 durch die Sächsische Landgemeindeordnung Eigenständigkeit als Landgemeinde erhielt, war der Ort durch das Lehnswesen geprägt. Das Rittergut Schönfeld hintern Teils übte 1554 die Grundherrschaft über sechs besessene Mann und zwei Inwohner aus, die zwölf Hufen Land bewirtschafteten. Nach dem Ende des Siebenjährigen Krieges (1756–1763) war das Rittergut Grundherr für drei besessene Mann und neun Häusler auf einer 3⁄4 Hufe.
Ein Adressbuch aus dem Jahr 1888 führt Liega betreffend 23 Einträge, darunter einen Gastwirt, den Müller der Kaltenbachmühle, einen Schmiedemeister und mehrere Gutsbesitzer. Im Jahr 1900 erstreckte sich um das Straßendorf Liega eine 495 Hektar große Gutsblockflur, die von der bäuerlichen Bevölkerung des Dorfes landwirtschaftlich genutzt wurde. Die Einwohnerzahl blieb ab der Mitte des 19. Jahrhunderts bei etwa 120 konstant, im Jahr 1871 wohnten sogar 144 Personen in Liega, 1890 waren es 121. Im Jahr 1925 lebten 131 Menschen in Liega, von denen 130 der evangelisch-lutherischen Kirchgemeinde in Schönfeld angehörten. Die andere Person war katholisch. Schon im 16. Jahrhundert war der Ort in die Schönfelder Kirche gepfarrt.
Sachsen kam nach dem Zweiten Weltkrieg in die Sowjetische Besatzungszone und später zur DDR. Am 1. Juli 1950 endete die 1838 erlangte kommunale Eigenständigkeit Liegas wieder, der Ort wurde in den Nachbarort Schönfeld eingemeindet. Die historisch gewachsene Zugehörigkeit zu Großenhain blieb auch nach der Gebietsreform 1952 erhalten, die Schönfeld mit seinem Ortsteil dem Kreis Großenhain im Bezirk Dresden zuordnete. Das bäuerliche Leben in Liega wurde nun nach dem Prinzip der Landwirtschaft in der DDR ausgerichtet.
Nach der Deutschen Wiedervereinigung kam Liega zum wiedergegründeten Freistaat Sachsen. Die folgenden Gebietsreformen in Sachsen ordneten Schönfeld 1994 dem Landkreis Riesa-Großenhain und 2008 dem Landkreis Meißen zu. Durch Eingliederungen in den 1990er Jahren vergrößerte sich die Gemeinde Schönfeld weiter, sodass Liega heute einer von fünf Ortsteilen ist.

## Sehenswürdigkeiten

### Naturdenkmäler
- Eiche mit einem Brusthöhenumfang von 7,60 m (2016).[9]